# Căinari
Căinari este un oraș din raionul Căușeni, Republica Moldova, fiind un nod feroviar ai Căilor Ferate din Moldova. 
În perioadă sovietică, Căinari a avut statutul de centru raional.

## Istorie
Prima filă, pusă la baza letopisețului orașului Căinari, a fost scrisă în 1525; de aici începe, propriu-zis, numărătoarea anilor pentru localitate. În 1803, în satul Căinar din ținutul Hotărniceni erau 205 de capi de familie care plăteau un bir anul în valoare de 2336 lei. La recensământul din 1817, în Căinari au fost înregistrați 291 capi de familie, 11 văduve și 16 burlaci. La acel moment exista un cler, care avea la dispoziție o bisericuță din lemn, construită în 1778 și era alcătuit din 5 persoane. Școala Parohială, deschisă pe lângă biserică în 1867, la 1 ianuarie a fost transformată în școală de zemstvă. Recensământul din 1897 de la Căinari atesta că în ținutul Bender erau 1167 de suflete. În 1910 Căinarii cuprindea 298 de case cu o populație de 1.460 de oameni.

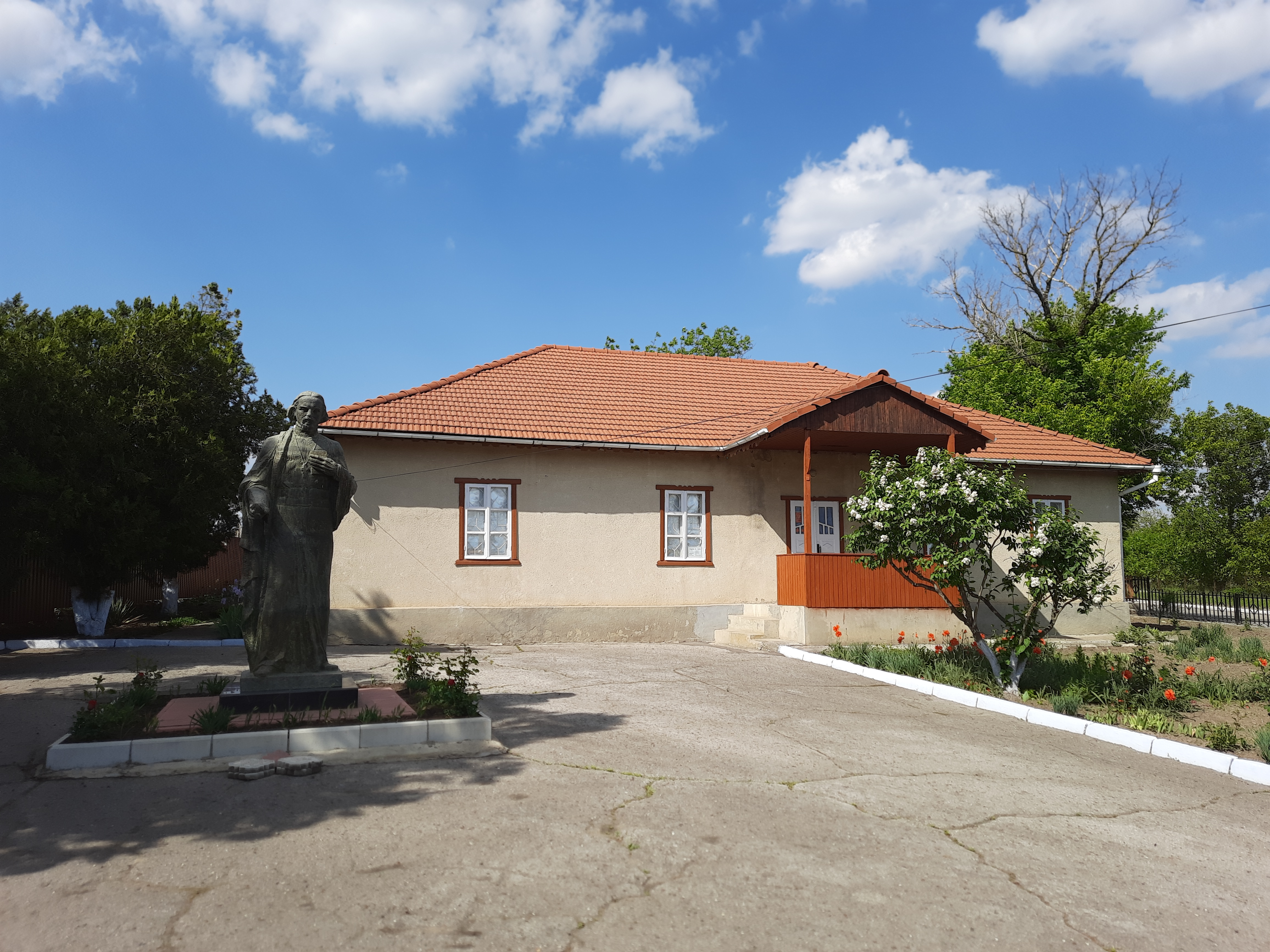
Casa memorială „Alexei Mateevici” din Căinari

După unirea Basarabiei cu România, între anii 1918 și 1929, localitatea era reședința plășii Căinari din județul Tighina.
În toamna anului 1922, Instituția românească Casa Noastră înzestra 332 de țărani din Căinari cu 1333 ha de pământ. Peste un an aici au fost înregistrați 1659 de bărbați și 1501 de femei, 10 case boierești locuite, o școală medie de plasă și o școală primară, o moară de aburi, agent sanitar, 8 cârciumi, o duzină de prăvălii și dughene. Tot în perioada interbelică a fost construită calea ferată Revaca–Căinari, menită să lege feroviar sudul de nordul Basarabiei fără a fi necesară străbaterea orașului Tighina, aflat la vremea aceea la frontiera cu Uniunea Sovietică și aflat permanent sub amenințarea unei invazii ale acesteia având în vedere că URSS pretindea Basarabia de la România. O invazie sovietică în orașul Tighina ar fi paralizat întreaga infrastructură din Basarabia și ar fi înlesnit avansarea trupelor sovietice către Prut. Această cale ferată și-a demonstrat însă eficiența mai ales în anul 1992 (pe timpul conflictului armat din Transnistria, când separatiștii au ocupat orașul basarabean Tighina) și în timpul așa-zisei „blocade” a Transnistriei din anul 2006 când separatiștii au interzis tranzitul feroviar prin Tighina.
În comparație cu anul 1940, populația s-a redus în 1949 cu 634 de suflete, de la 2359 la 1725 de locuitori. În 1961, cătunul Dimitrovca s-a contopit cu satul Căinari. Când s-au comasat raioanele, Căinarii au trecut în subordinea Căușenilor. La 13 august 1985 a fost format raionul Căinari. Din 1999 orașul Căinari a fost introdus în componența județului Tighina. În prezent este parte componentă a raionului Căușeni și are o populație de 4.670 persoane.

### Dicționarul Geografic al Basarabieide Zamfir Arbore
Căinari, sat, în jud. Bender, centrul volostei cu același nume, așezat pe pârâul din valea Voroceha, de lângă Botna. Dealul dinspre S.-E. are o înălțime de 93 stânj. deasupra n. m. Mai înainte de sat se află stația căii ferate Bender-Reni, la 77 verste depărtare de Bender. Are 224 case, biserică, școală elementară; populațiunea 1353 suflete; vite mari 483. Sunt vii. Sat vechi românesc, care a existat în secolul al XVI-lea. Pe la 1806 biserica satului avea 4 preoți. Satul face parte din ținutul Hotărniceni și aparținea familiei Moruzi, apoi boierului Ion Balș, iar azi (începutul secolului al XX-lea) aparține familiei Krupenski. Biserica satului cu hramul Sf. Mihail și Gavril posedă cărți vechi românești, Penticostar (1768), Octoih (1774), Triod (1781), Evanghelie (1792). Serviciul divin se oficiază sau în limba poporului sau în limba slavă. Până pe la 1873 se oficia numai în limba română.

## Geografie

### Amplasare
Orașul Căinari este situat în centrul Republicii la o distanță de 50 km spre sud de municipiul Chișinău.

### Resurse naturale
Fondul funciar al or. Căinari constituie 4.294 ha, cea mai mare parte fiind terenurile cu destinație agricolă, preponderent pământ arabil, plantațiile multianuale ocupând 146 ha dintre care livezile constituie 61 ha, iar viile 85 ha. Orașul Căinari, spre deosebire de alte localități are o suprafață relativ mare de pășuni – 497 ha sau 11,5% din suprafața totală. Bonitatea medie a terenurilor agricole este de 65 balo-hectar. Terenul intravilan este de 243 ha. Pe teritoriul localității sunt două bazine acvatice cu o suprafață totală de 13 ha.

## Demografie

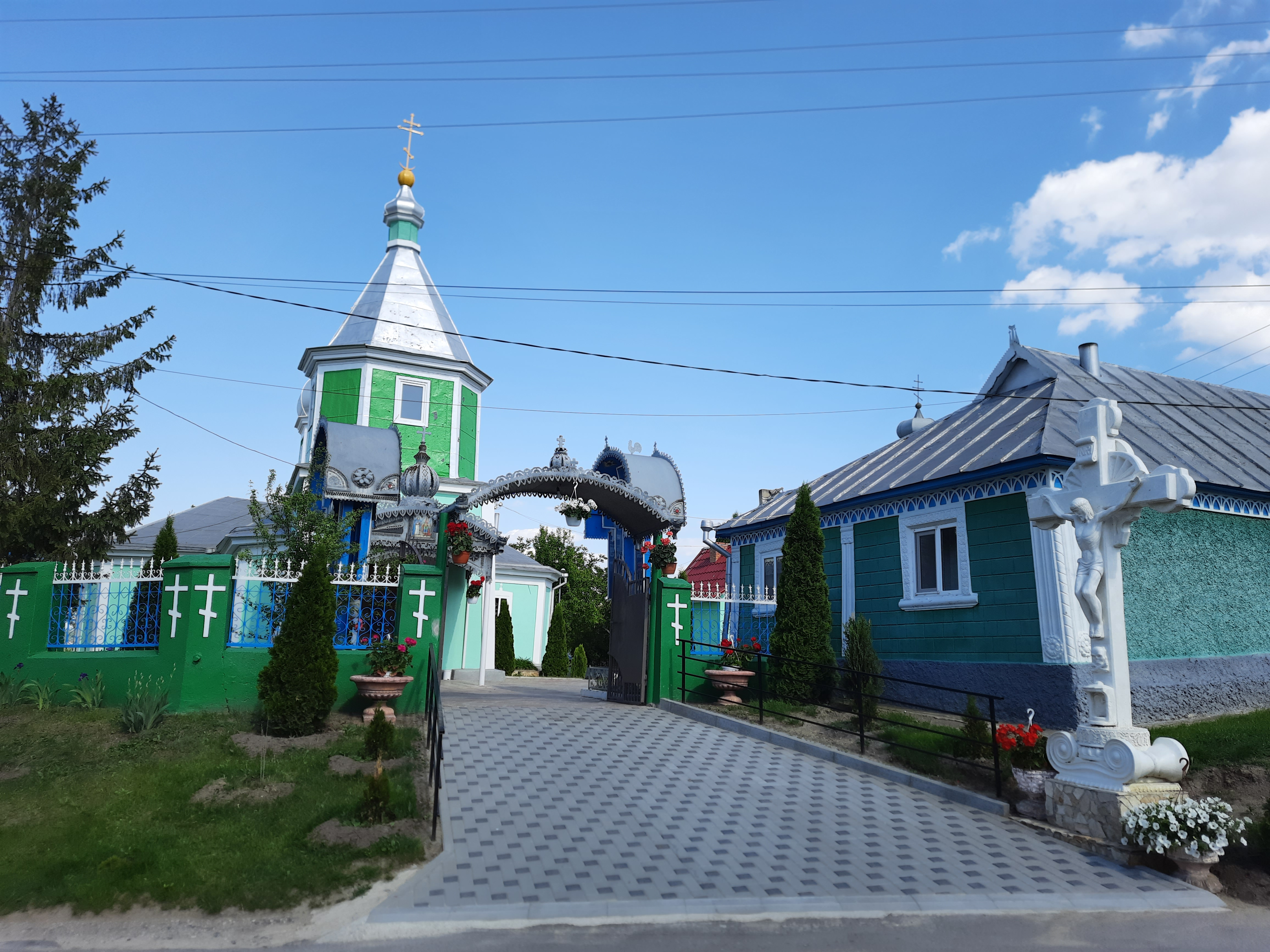
Biserica „Sf. Arhangheli Mihail și Gavriil” din localitate, monument ocrotit de stat.

### Structura etnică
Structura etnică a orașului conform recensământului populației din 2004:
| Grup etnic                                               | Populație | % Procentaj  |
| -------------------------------------------------------- | --------- | ------------ |
| Băștinași declarați Moldoveni Băștinași declarați Români | 4.037 28  | 96,48% 0,67% |
| Ruși                                                     | 47        | 1,12%        |
| Ucraineni                                                | 37        | 0,88%        |
| Găgăuzi                                                  | 21        | 0,50%        |
| Bulgari                                                  | 11        | 0,26%        |
| Alții                                                    | 3         |              |
| Total                                                    | 4.184     | 100%         |

## Administrație și politică

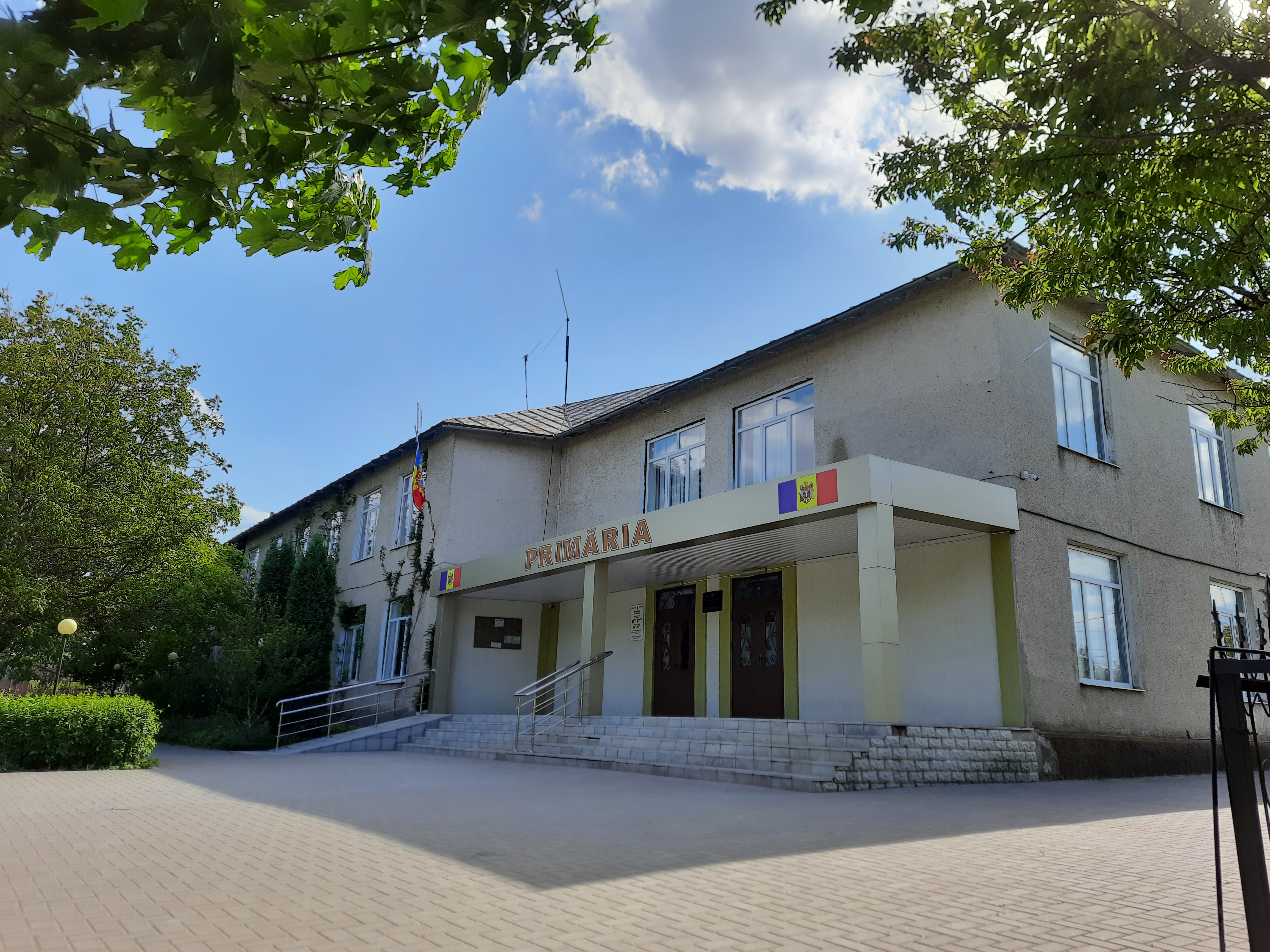
Primăria localității

Componența Consiliului local Căinari (13 consilieri), ales la 5 noiembrie 2023, este următoarea:
|  | Partid                                       | Consilieri | Componență | Componență | Componență | Componență | Componență |
|  | -------------------------------------------- | ---------- | ---------- | ---------- | ---------- | ---------- | ---------- |
|  | Candidat independent MARIA GHELAN            | 1          |            |            |            |            |            |
|  | Partidul Acțiune și Solidaritate             | 5          |            |            |            |            |            |
|  | Partidul Socialiștilor din Republica Moldova | 2          |            |            |            |            |            |
|  | Partidul Liberal Democrat din Moldova        | 2          |            |            |            |            |            |
|  | Candidat independent ROMAN SAVA              | 1          |            |            |            |            |            |
|  | Candidat independent ION BUMBU               | 1          |            |            |            |            |            |
|  | Partidul Social Democrat European            | 1          |            |            |            |            |            |

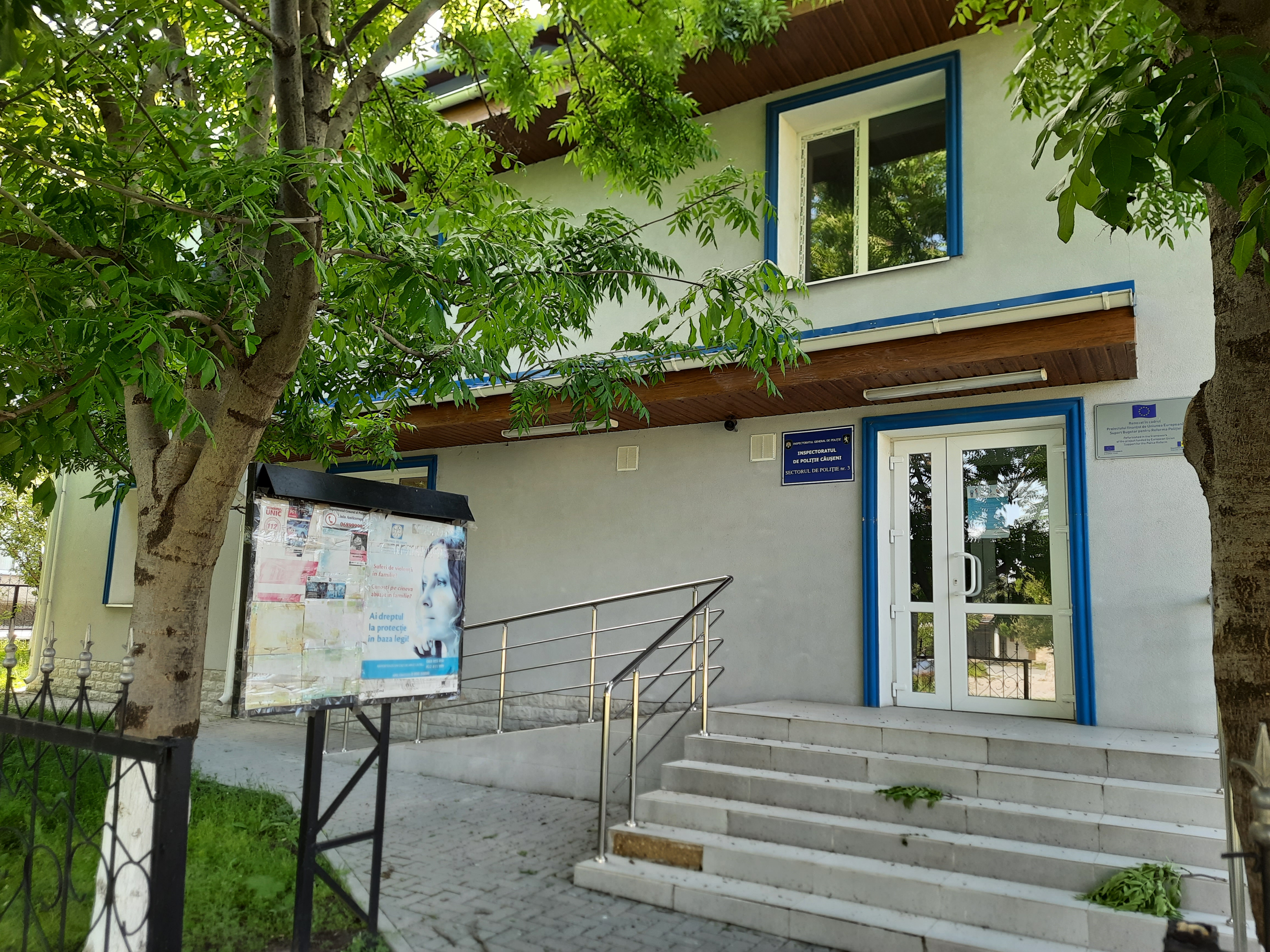
Inspectoratul de poliție

Economia locală este formată de 130 agenți economici, dintre care cea mai mare parte 128 o constituie persoanele fizice. Pe teritoriul orașului sunt înregistrate 85 gospodării de fermieri. Principalii agenți economici sunt fabrica de vinuri din localitate, unde recent a fost deschisă o linie modernă de îmbuteliere a vinului, și elevatorul. Un alt agent economic, care activează în domeniul agriculturii, este societatea cu răspundere limitată „Persolvit-Prim”, care are peste 500 angajați. Ținând cont de specificul agricol al localității, pe teritoriul orașului se organizează expoziții agricole, la care participă agenți economici din oraș și localitățile din zona de influență.
O posibilitate de dezvoltare a turismului sunt resursele de apă curativă din oraș și capacitățile de cazare ale sanatoriului deja existent. Pe teritoriul orașului funcționează o piață agricolă, o unitate de alimentare publică și sucursala unei bănci comerciale.

### Finanțele publice locale
Veniturile bugetului local în anul 2002 au constituit 605 mii lei și s-au majorat față de anul precedent de 1,7 ori. Cea mai mare pondere în veniturile bugetului local o constituie veniturile proprii care dețin 67%. După acest indicator Căinari este printre primele orașe în Moldova.
Cheltuielile publice locale sunt în mare măsură determinate de cheltuielile pentru educație 293 mii lei și întreținerea aparatului primăriei 148 mii lei. Este notoriu faptul că în anul 2002 cheltuielile au crescut de 10 ori față de anul precedent, însă suma de 70 de mii lei rămâne extrem de mică față de problemele existente în localitate.

## Infrastructură
Aprovizionarea cu apă este asigurată de 2 fântâni arteziene și 126 fântâni publice. Pe teritoriul orașului sunt 1.650 de case și apartamente dintre care 1.216 sau 74% sunt telefonizate. Orașul dispune de cale ferată.

## Social
Populația totală a localității este de 4.670 persoane dintre care în oraș locuiesc 4.290 persoane și restul în localitatea formată pe lângă stația de cale ferată Căinari. Peste 97% din populația orășelului sunt moldoveni, restul circa 3% ruși, ucraineni, găgăuzi, etc. Din acest punct de vedere Căinariul este unul dintre cele mai mononaționale localități din Moldova. Sistemul de educație a orașului Căinari este format din 2 instituții preșcolare, o școală medie de cultură generală în care își fac studiile circa 1.100 elevi și liceul „Alexei Mateevici” în care învață peste 1.100 elevi. Este ușor de observat că numărul total de elevi este de peste 2.000 persoane, ceea ce constituie 40% din populația orașului, acest fenomen se explică prin faptul că Căinari este un centru educațional în care învață copii din diverse localități ale regiunii. Sistemul de ocrotire a sănătății este format dintr-o policlinică, o stație de salvare și o farmacie. În sistemul de ocrotire a sănătății lucrează peste 70 de medici și personal medical mediu.

## Cultură

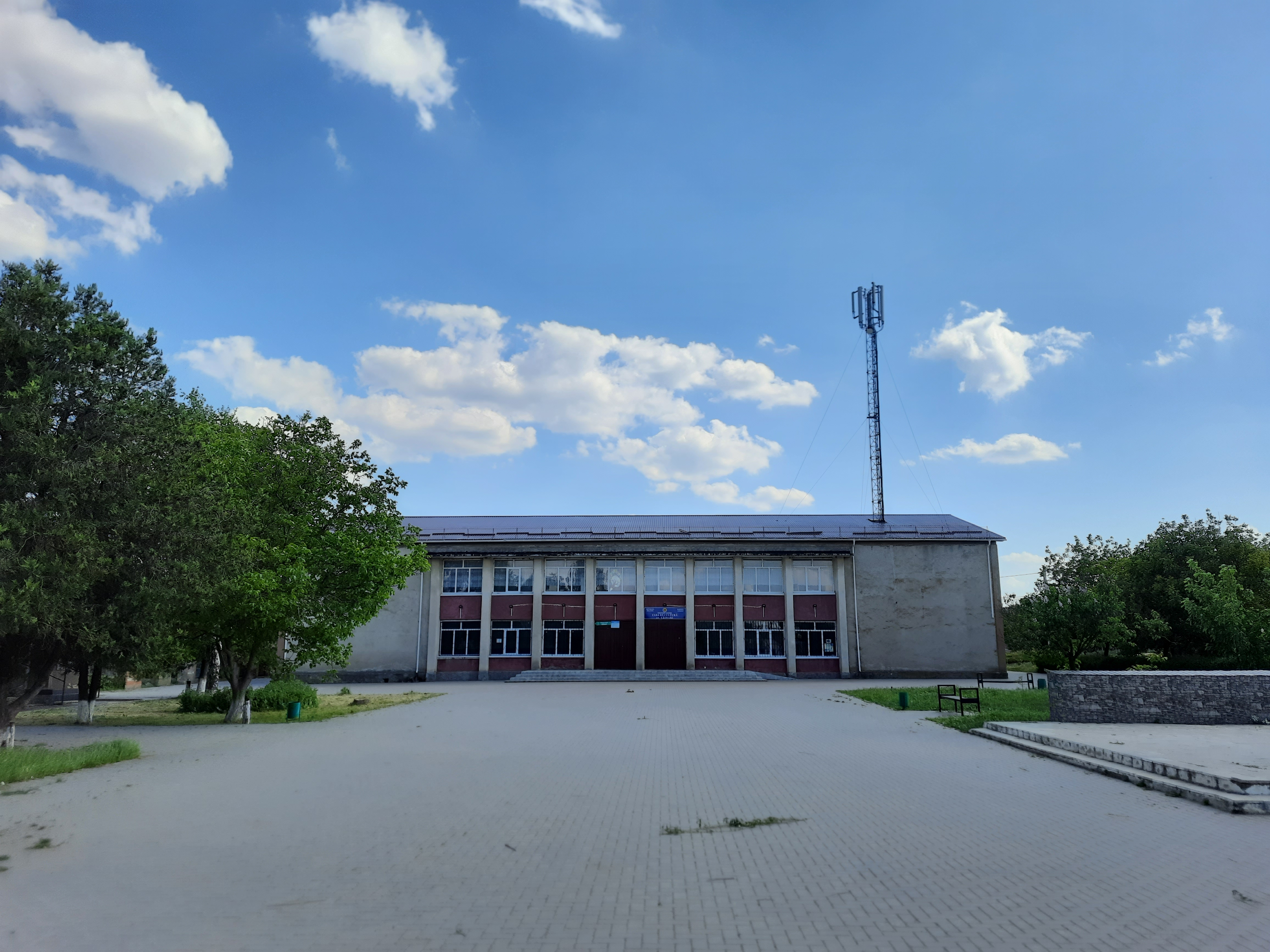
Casa de cultură

Instituțiile culturale ale orașului sunt reprezentate de o casă de cultură și 2 biblioteci publice. În centrul orașului atrage atenția o clădire frumoasă, acoperită cu olane roșii, cu un plop și o răstignire de lemn la poartă. În mijlocul ogrăzii se înalță falnic monumentul lui Alexei Mateevici (16 martie 1888 – 26 august 1917). În această casă s-a născut preotul-poet, autorul imnului național Limba Noastră. În prezent aici se află Casa muzeu „Alexei Mateevici”, care a fost deschisă în anul 1968. Din colectivele artistice putem menționa ansamblul folcloric „Smărăndița”.

## Galerie de imagini

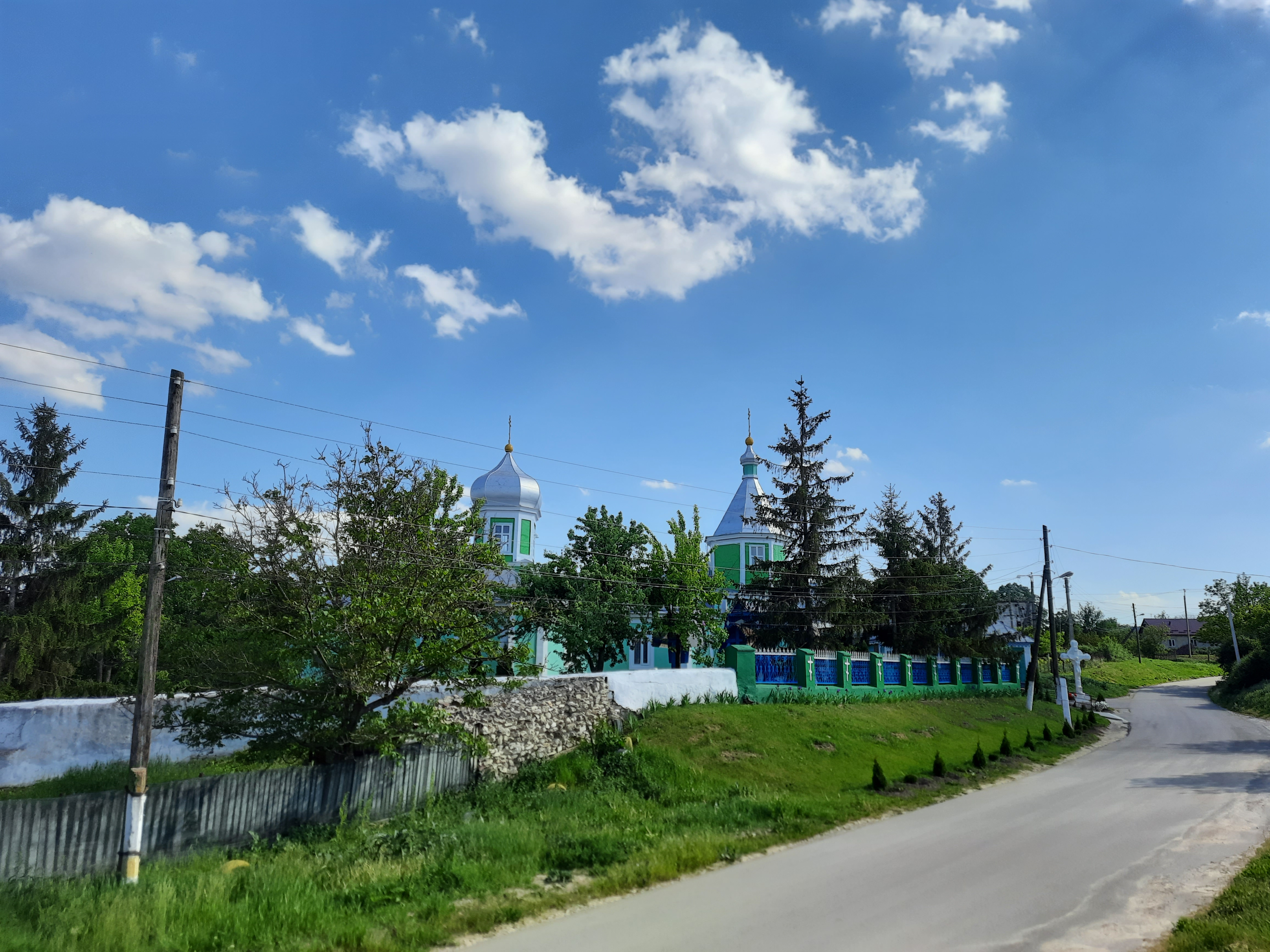
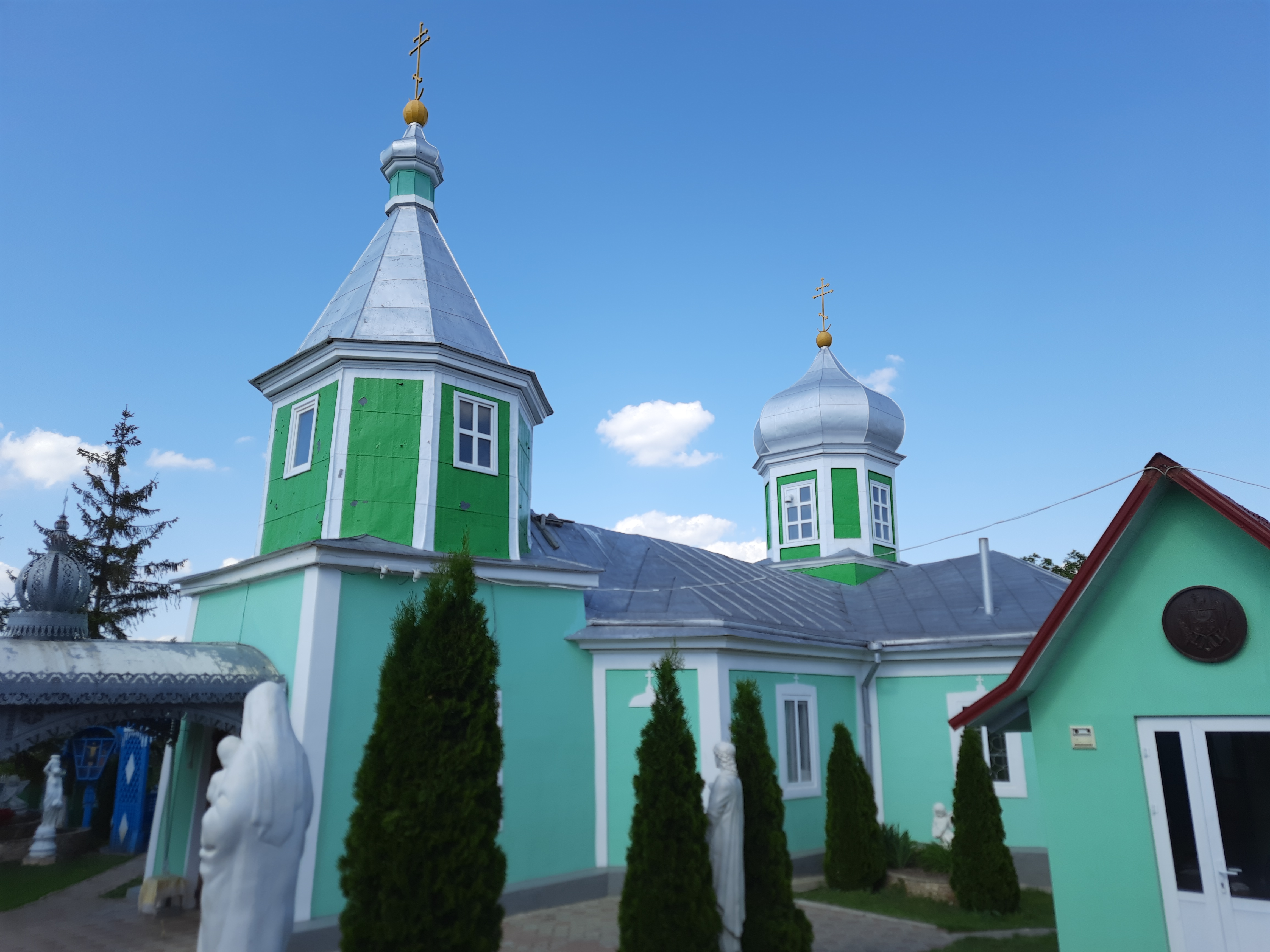
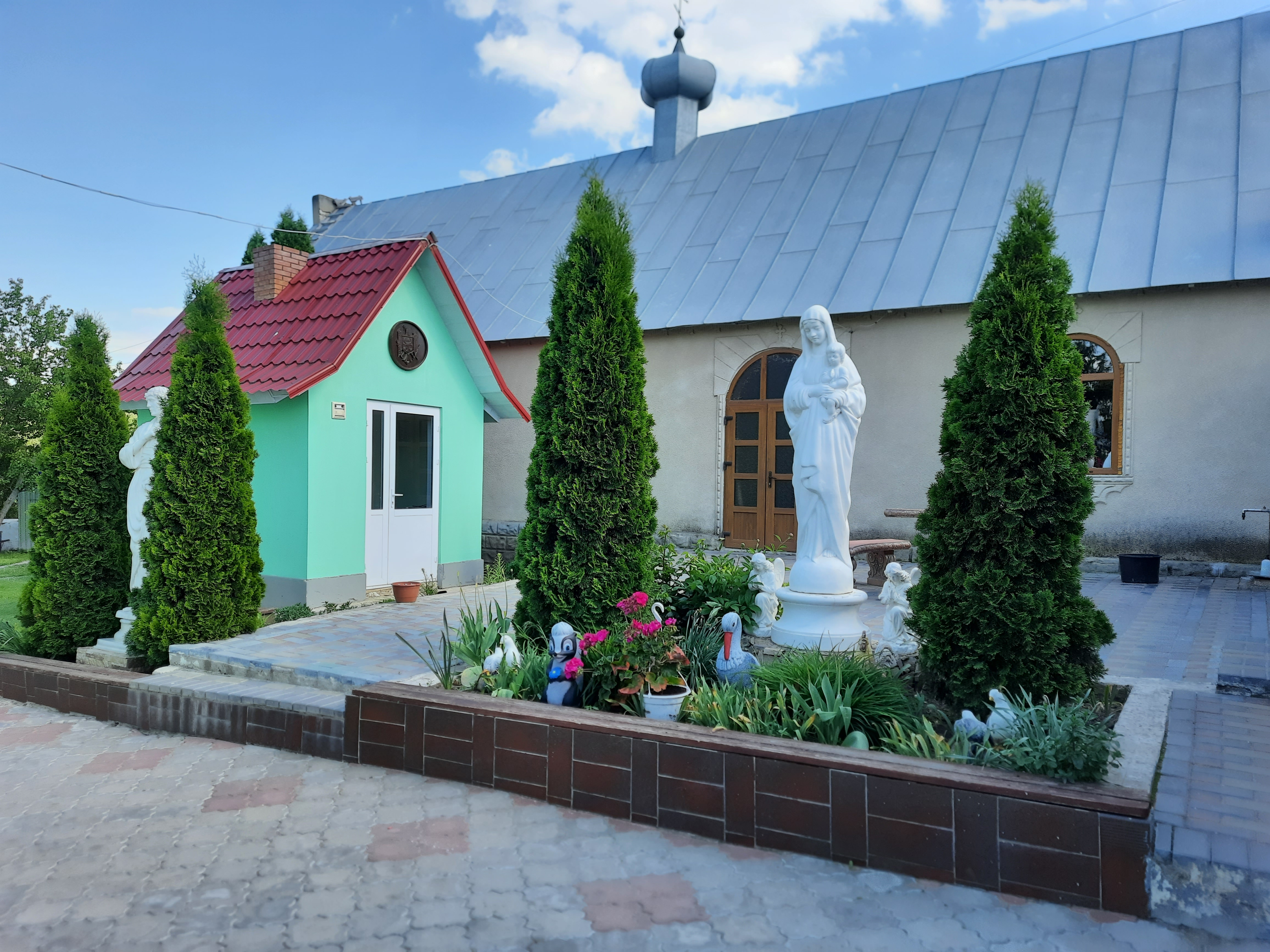
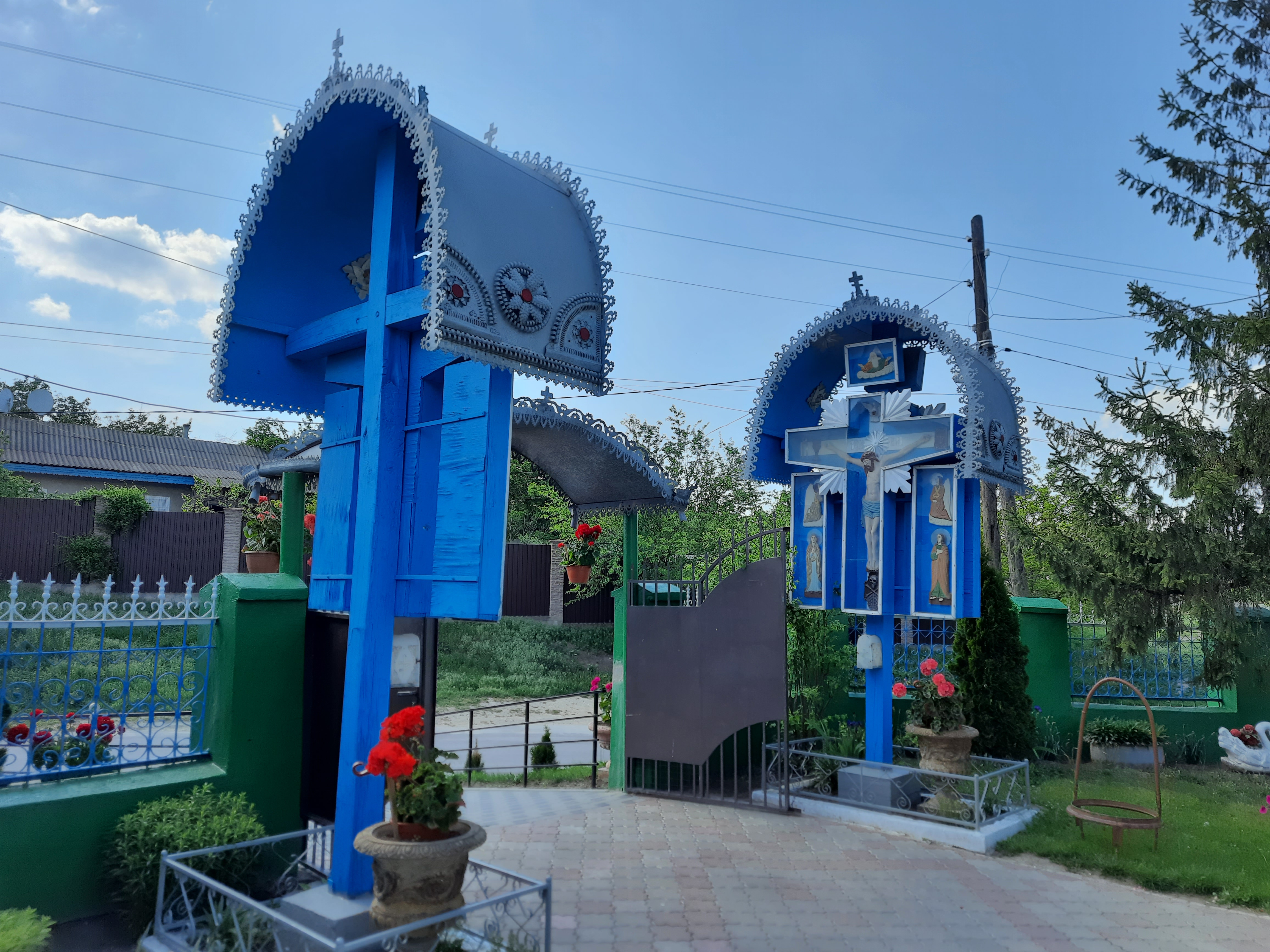
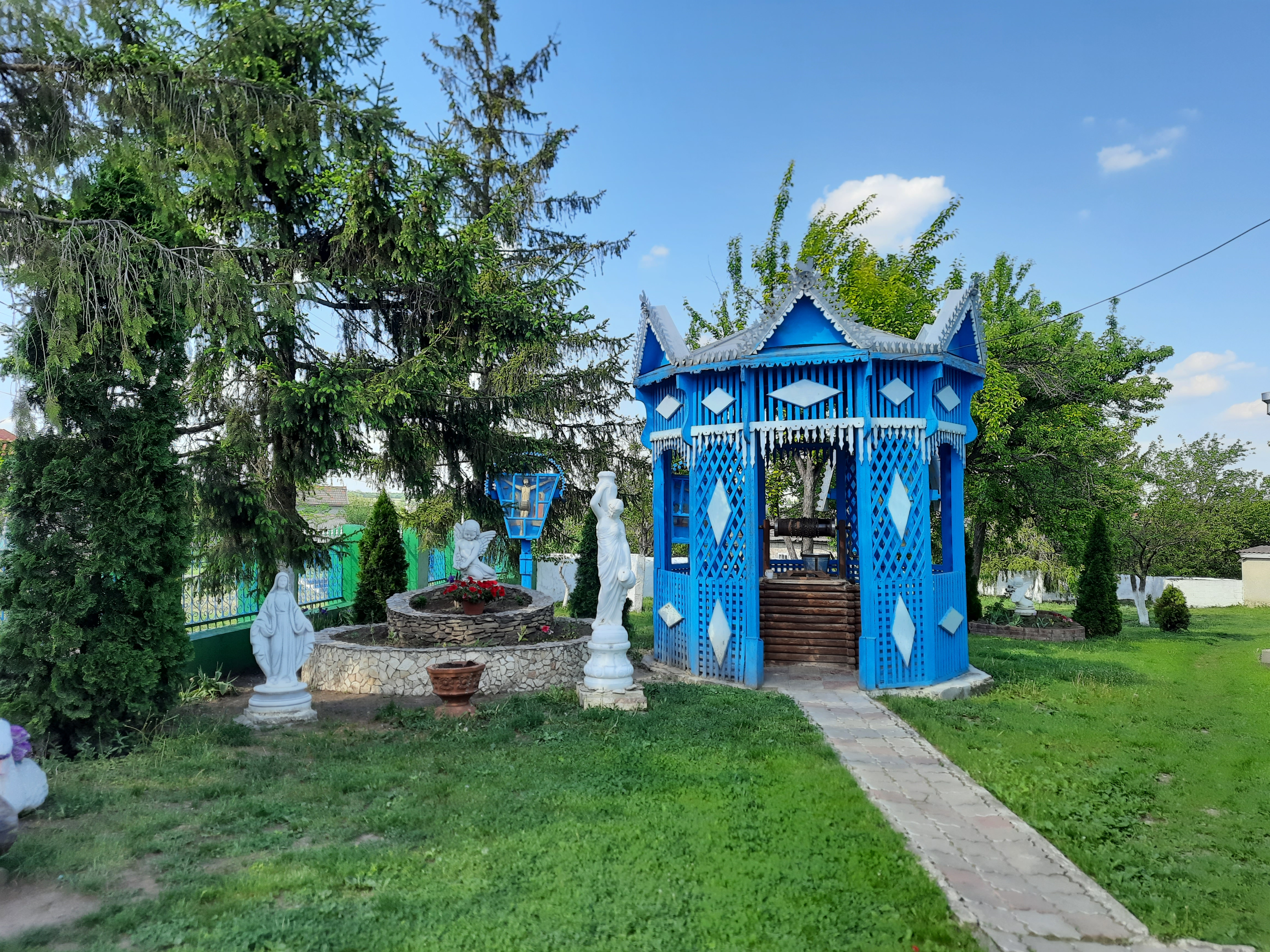

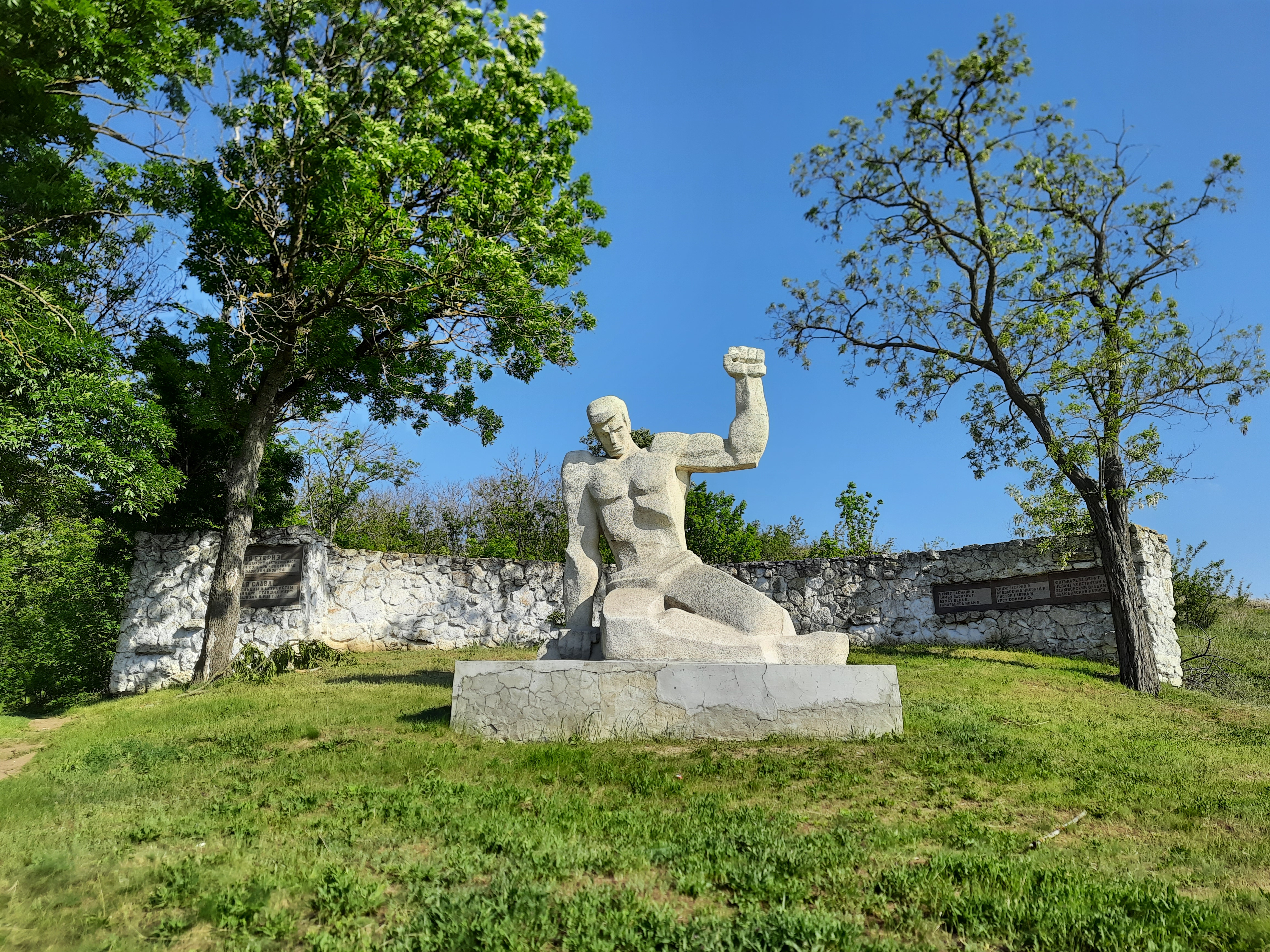
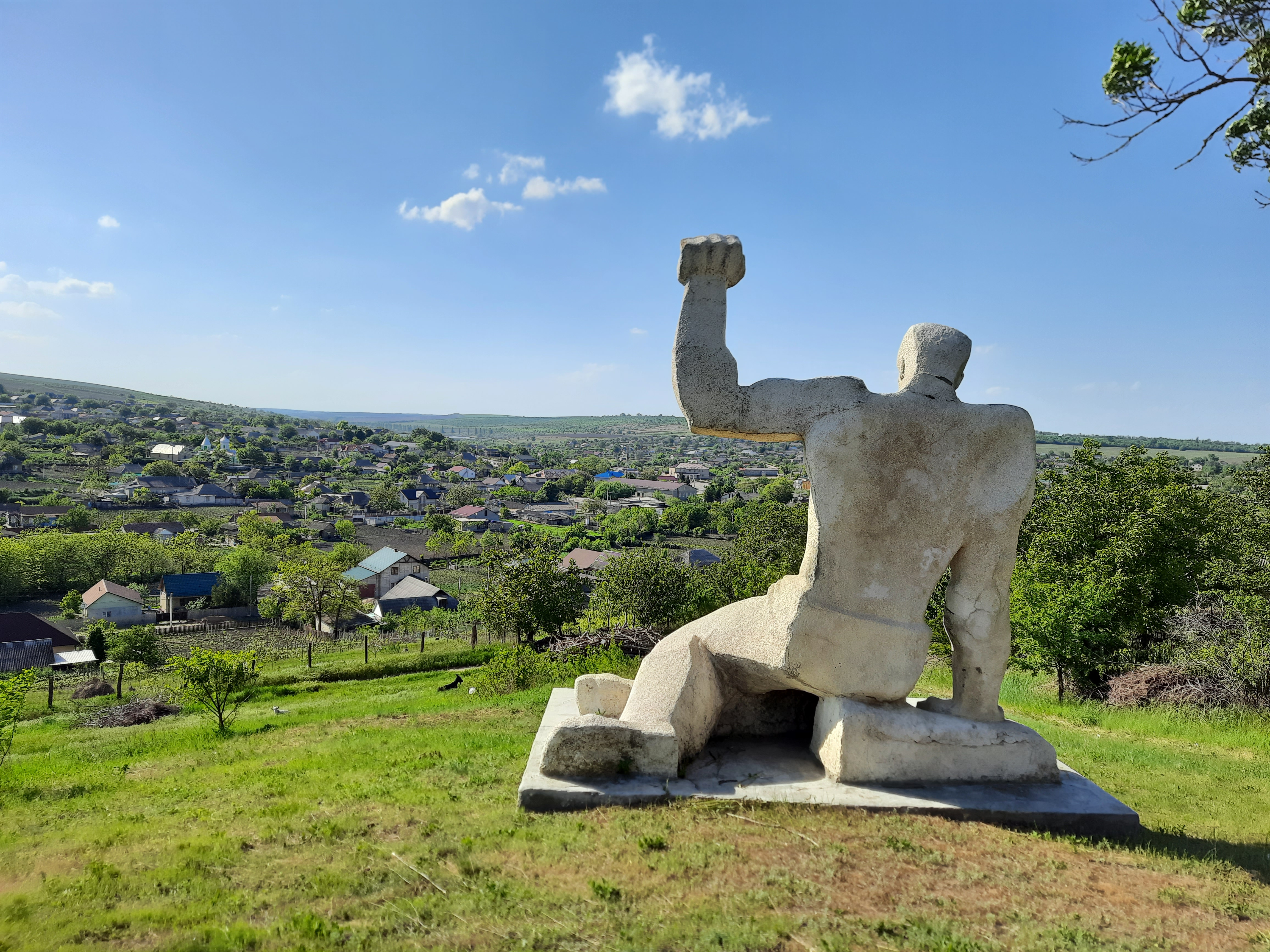
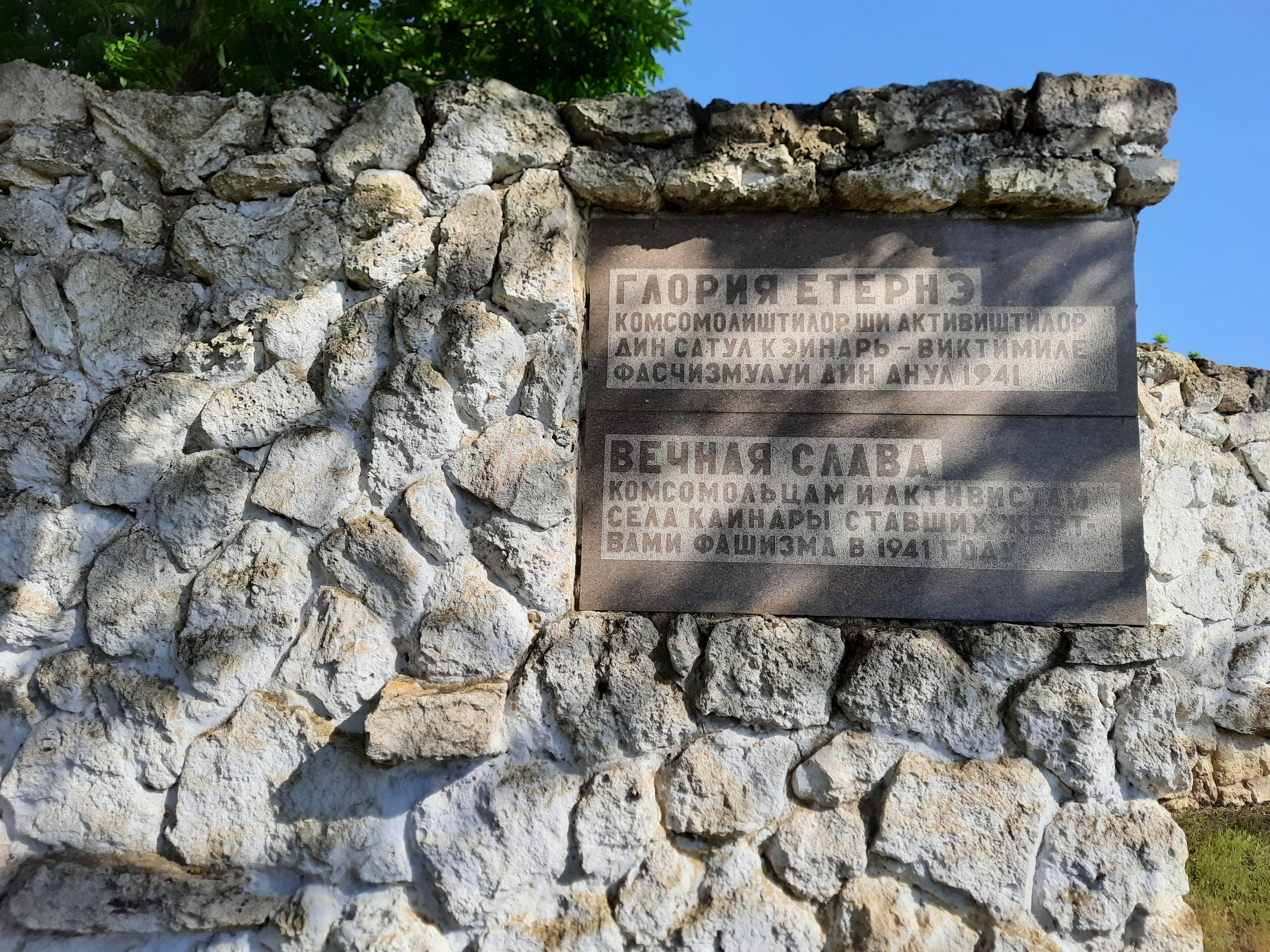
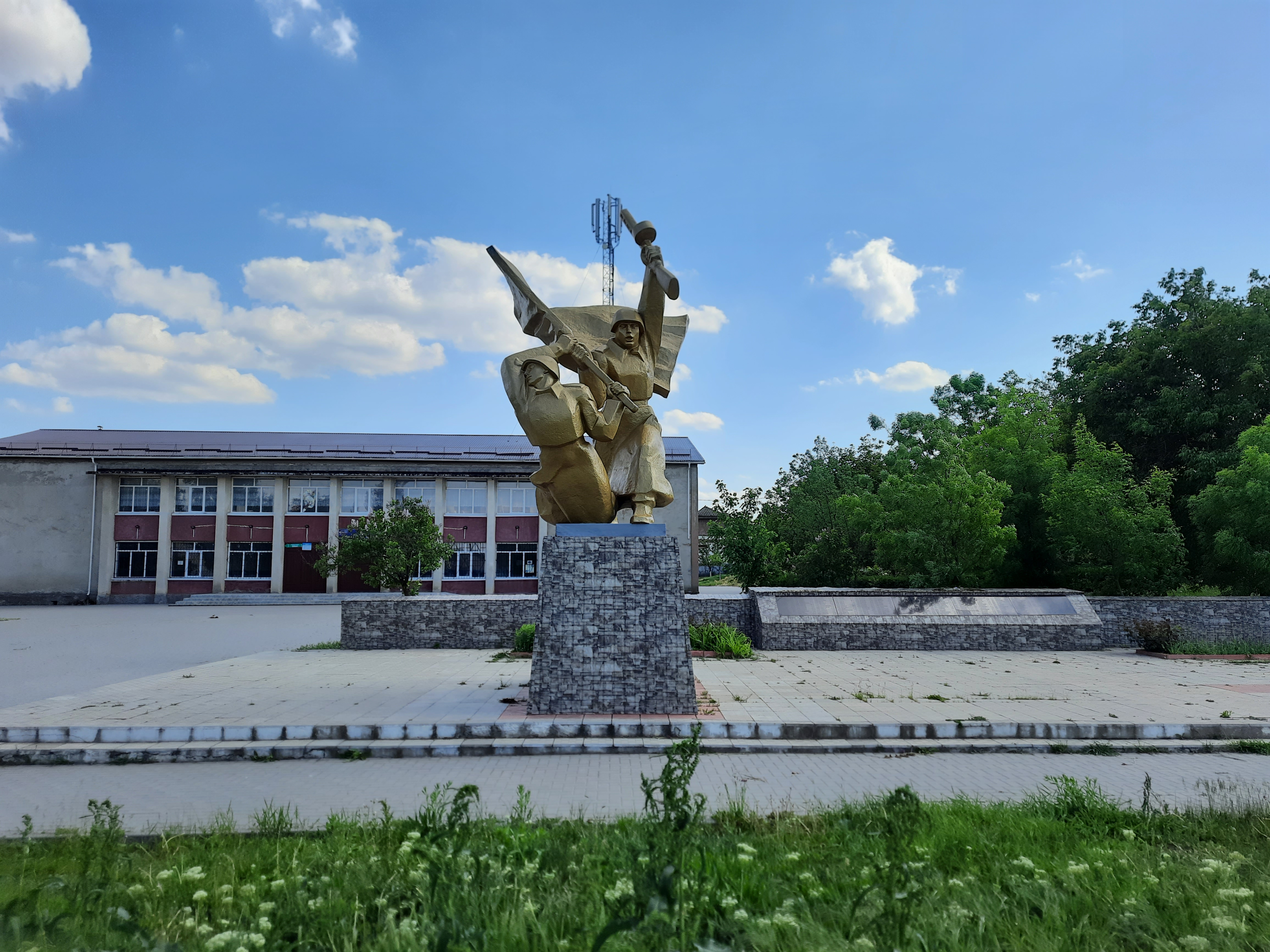
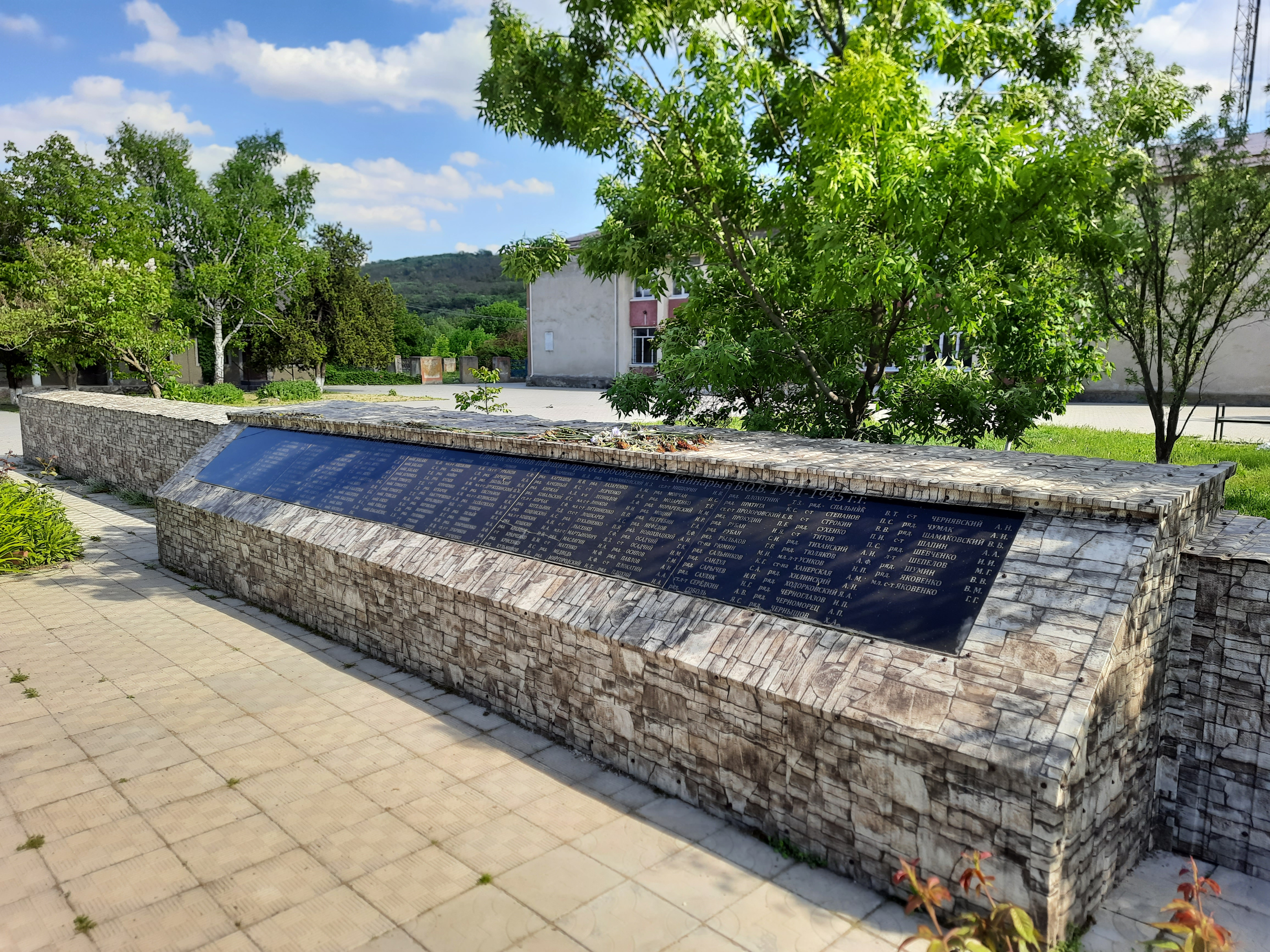
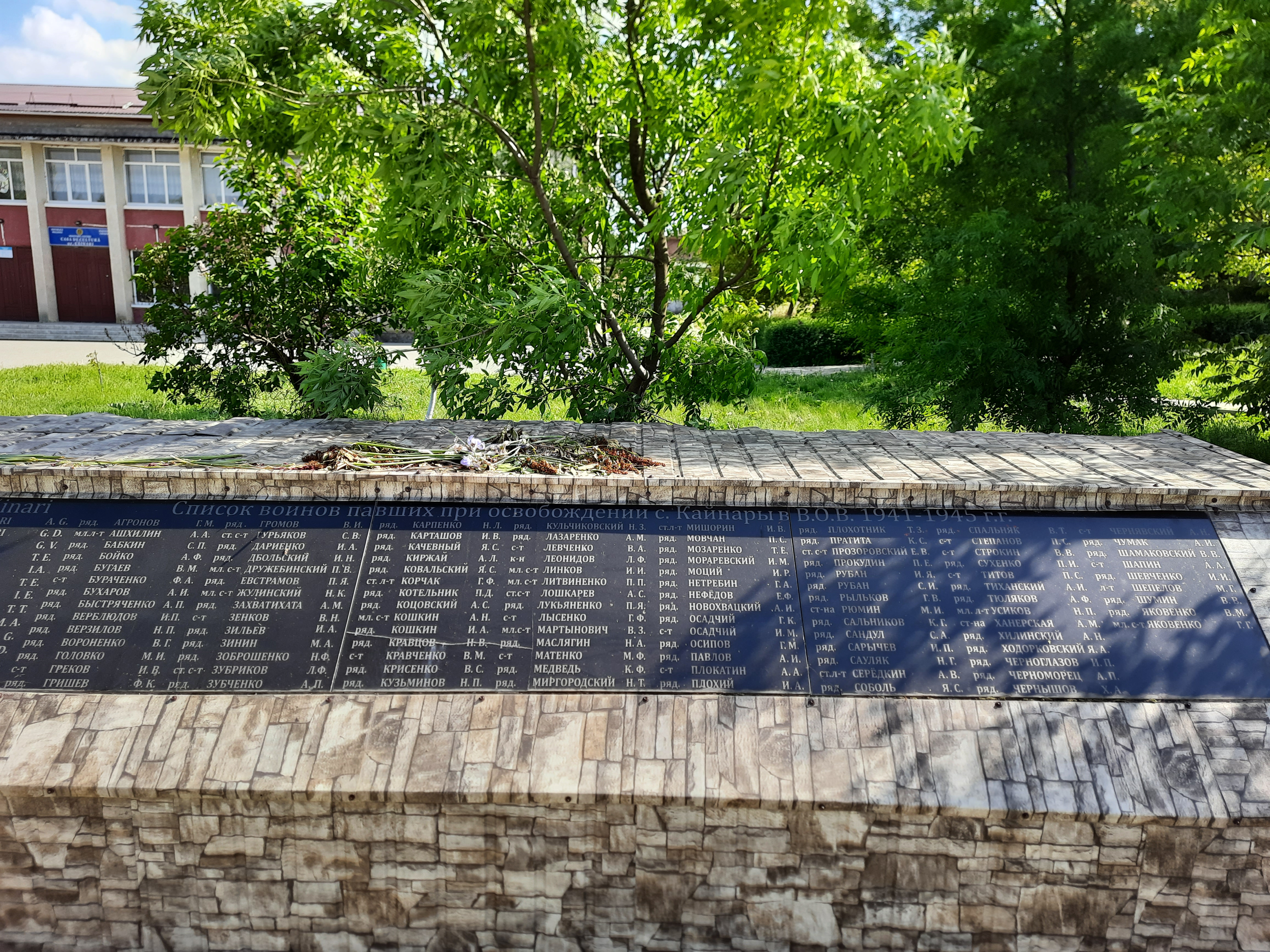

Biserica „Sf. Arhangheli Mihail și Gavriil”
Casa-muzeu „Alexei Mateevici”

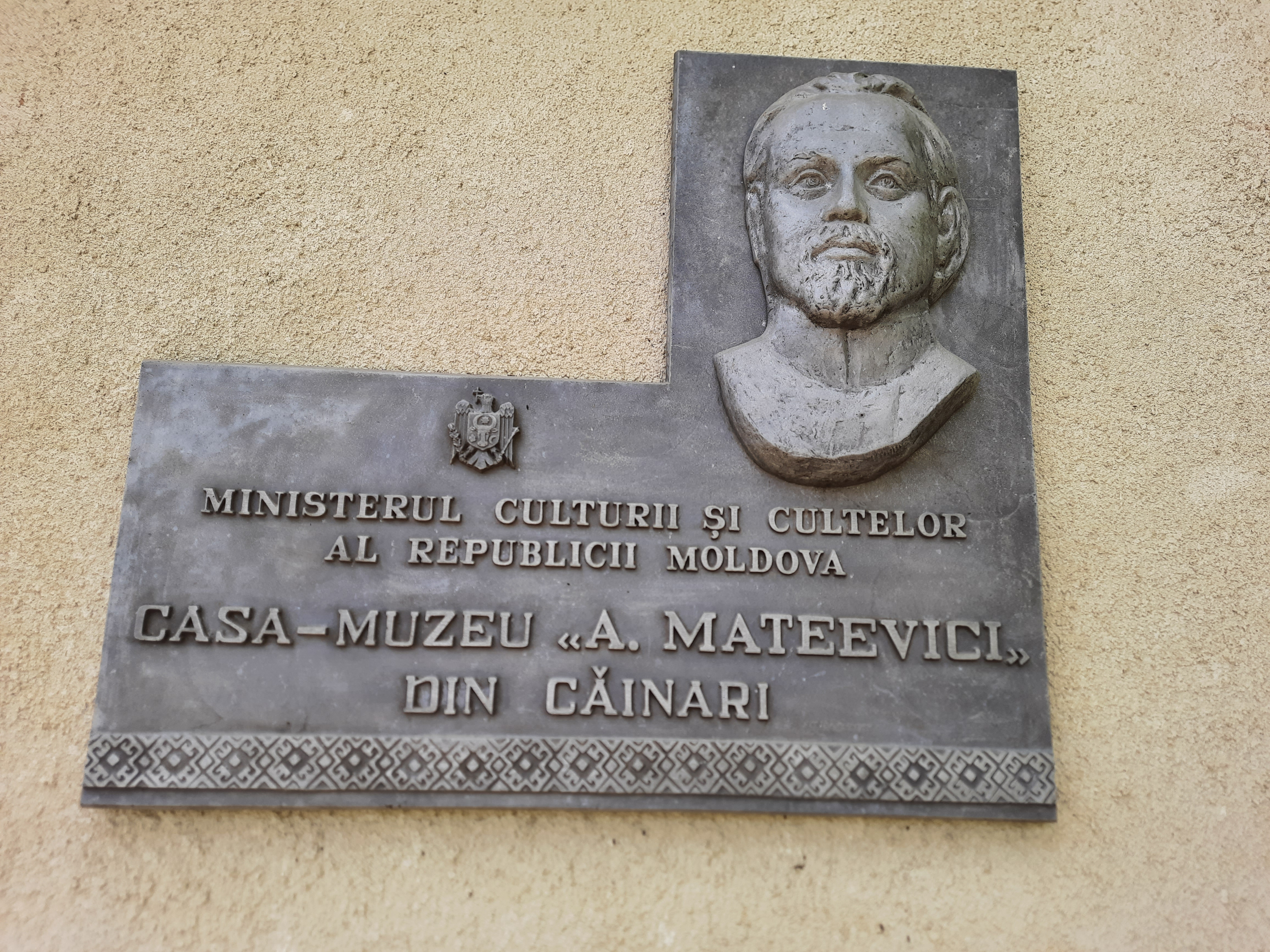
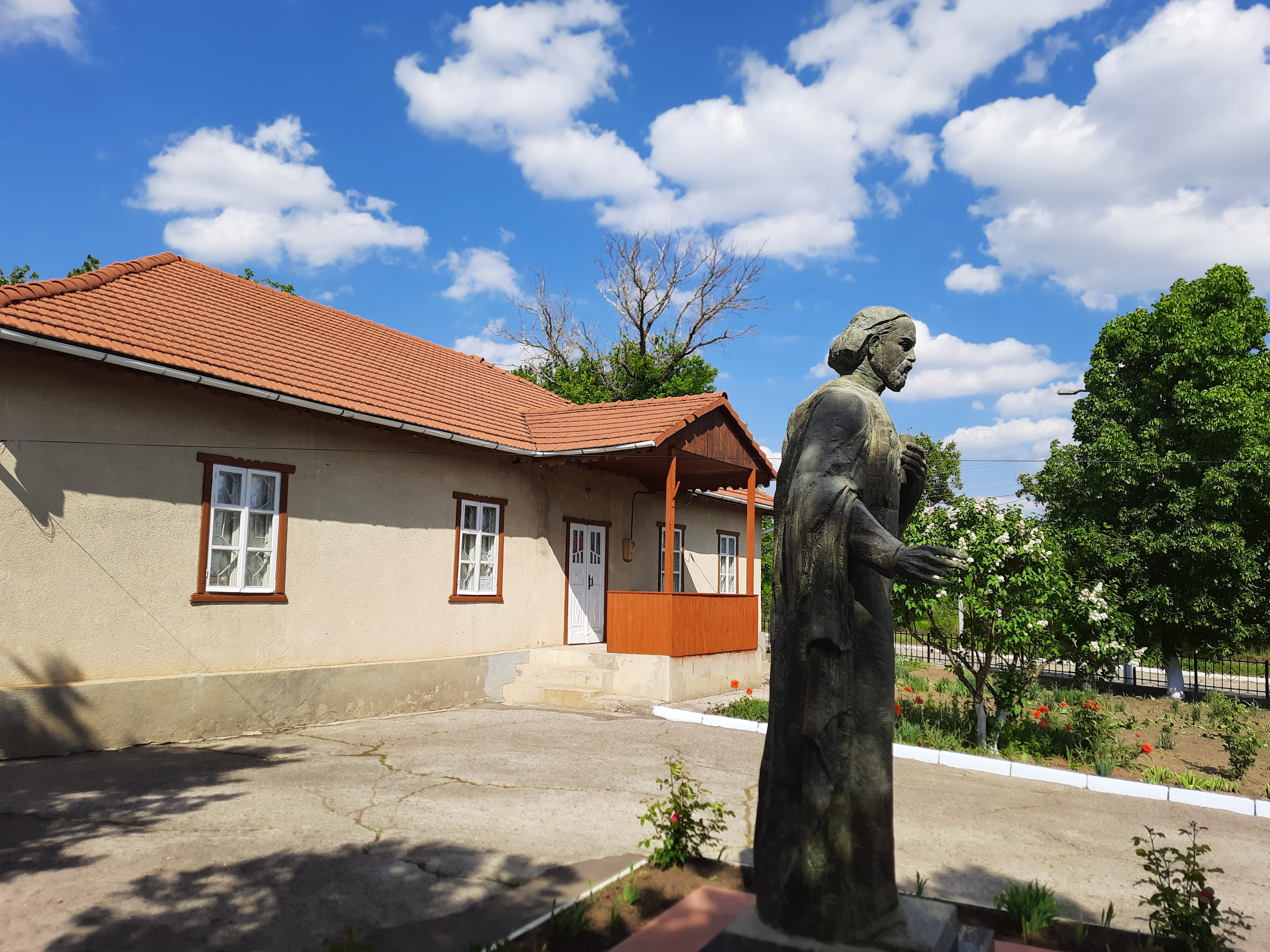
Statuia lui Alexei Mateevici
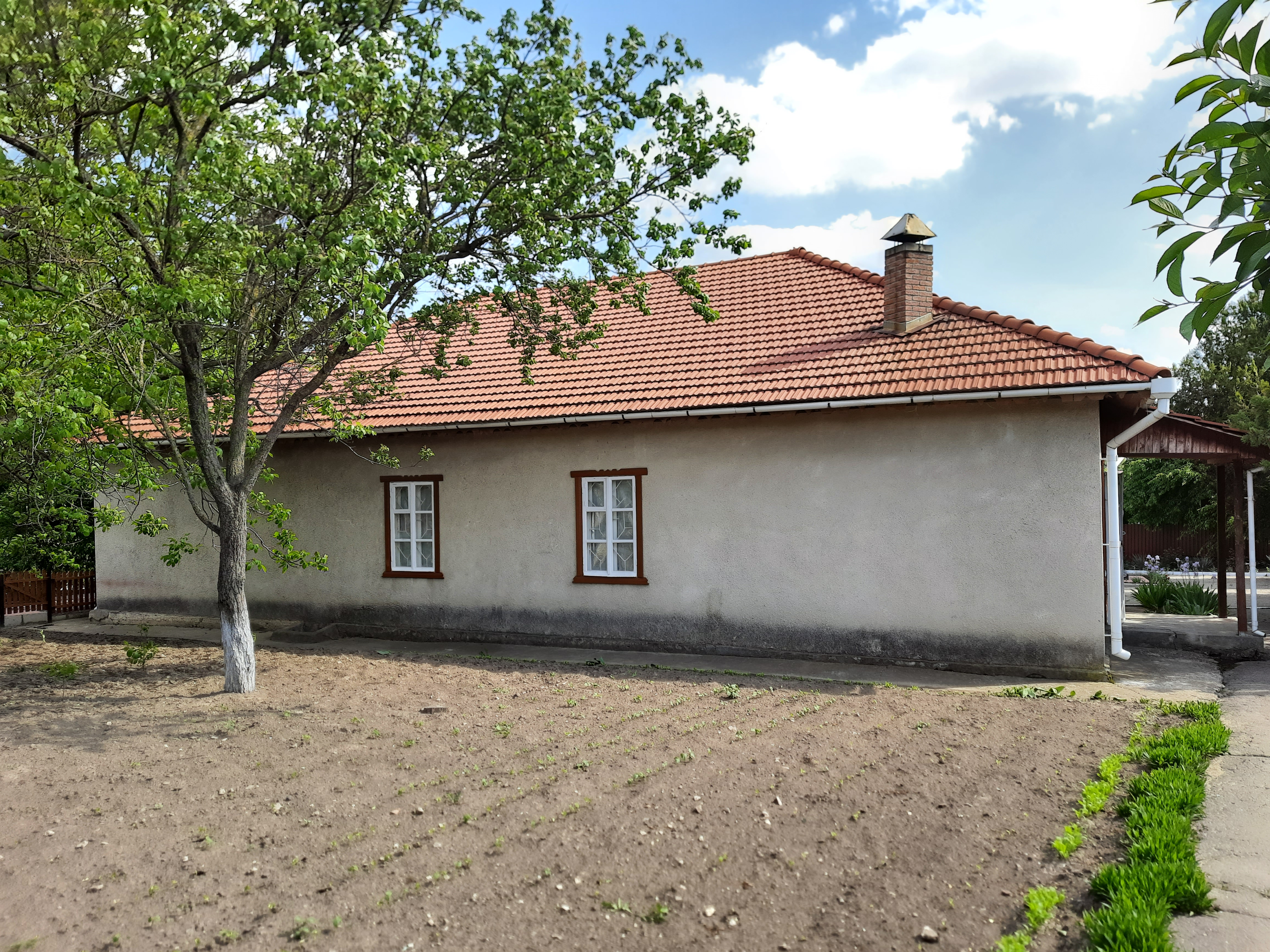
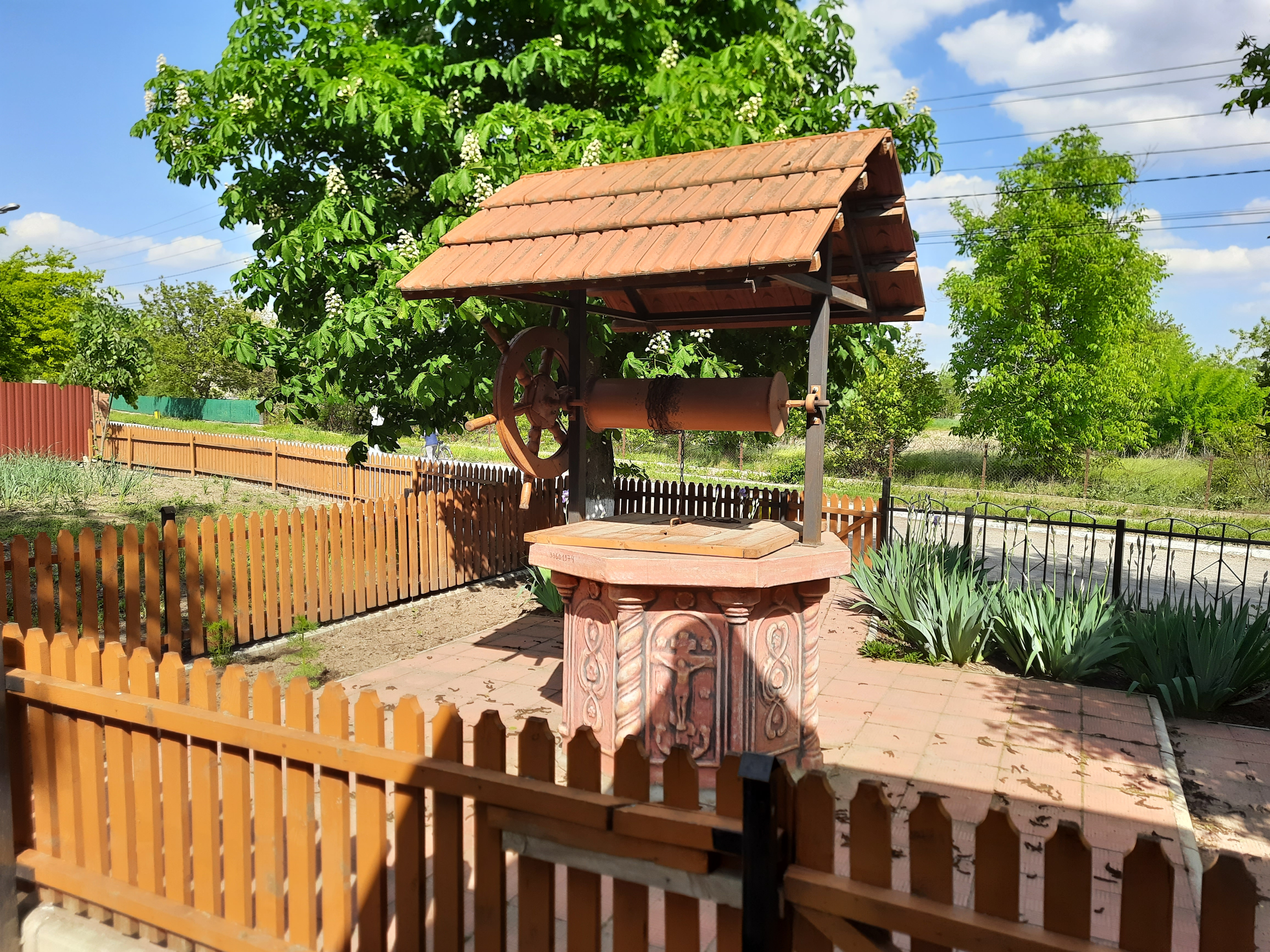
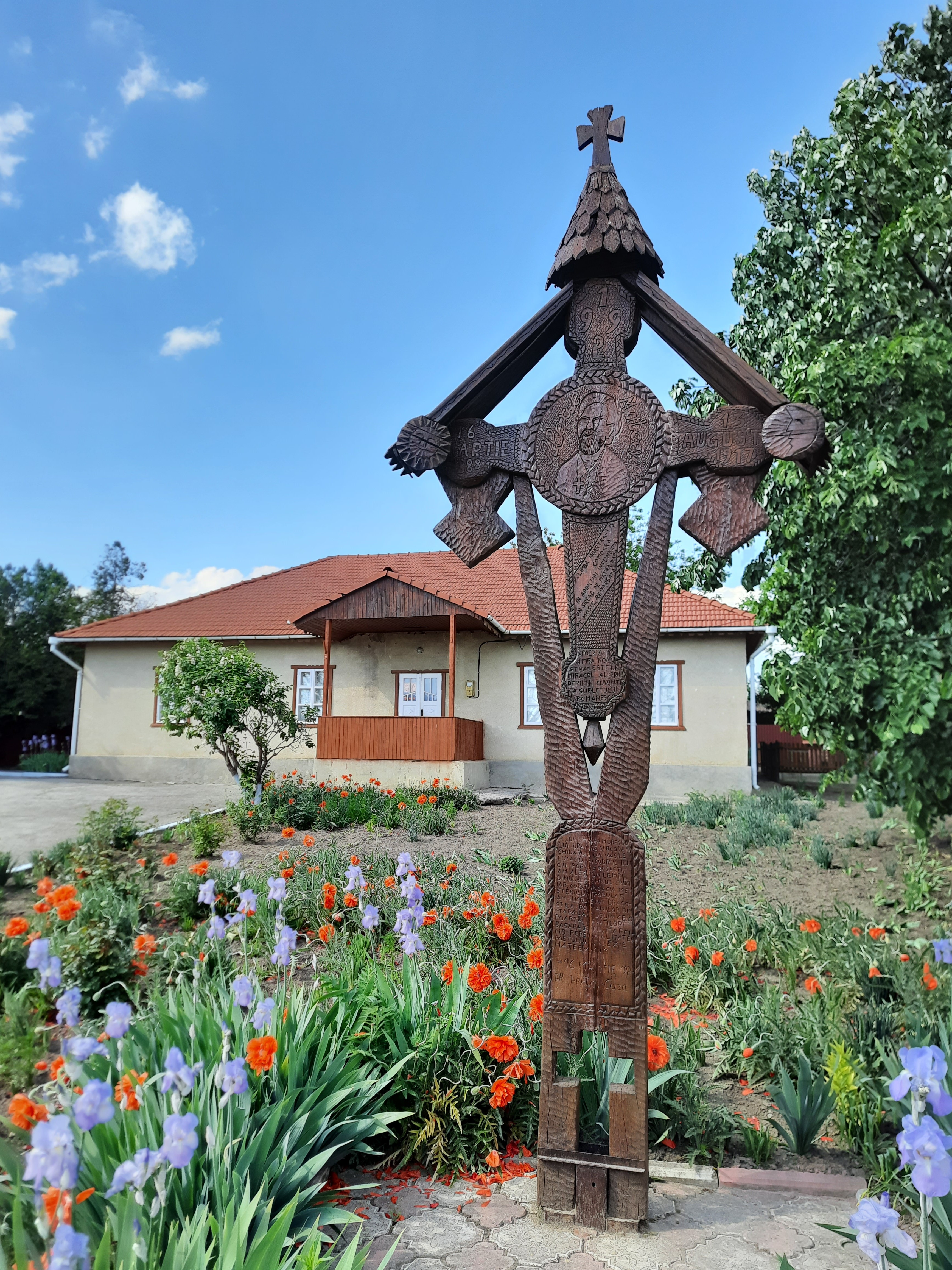

Memoriale ale consătenilor căzuți în Al Doilea Război Mondial

## Personalități

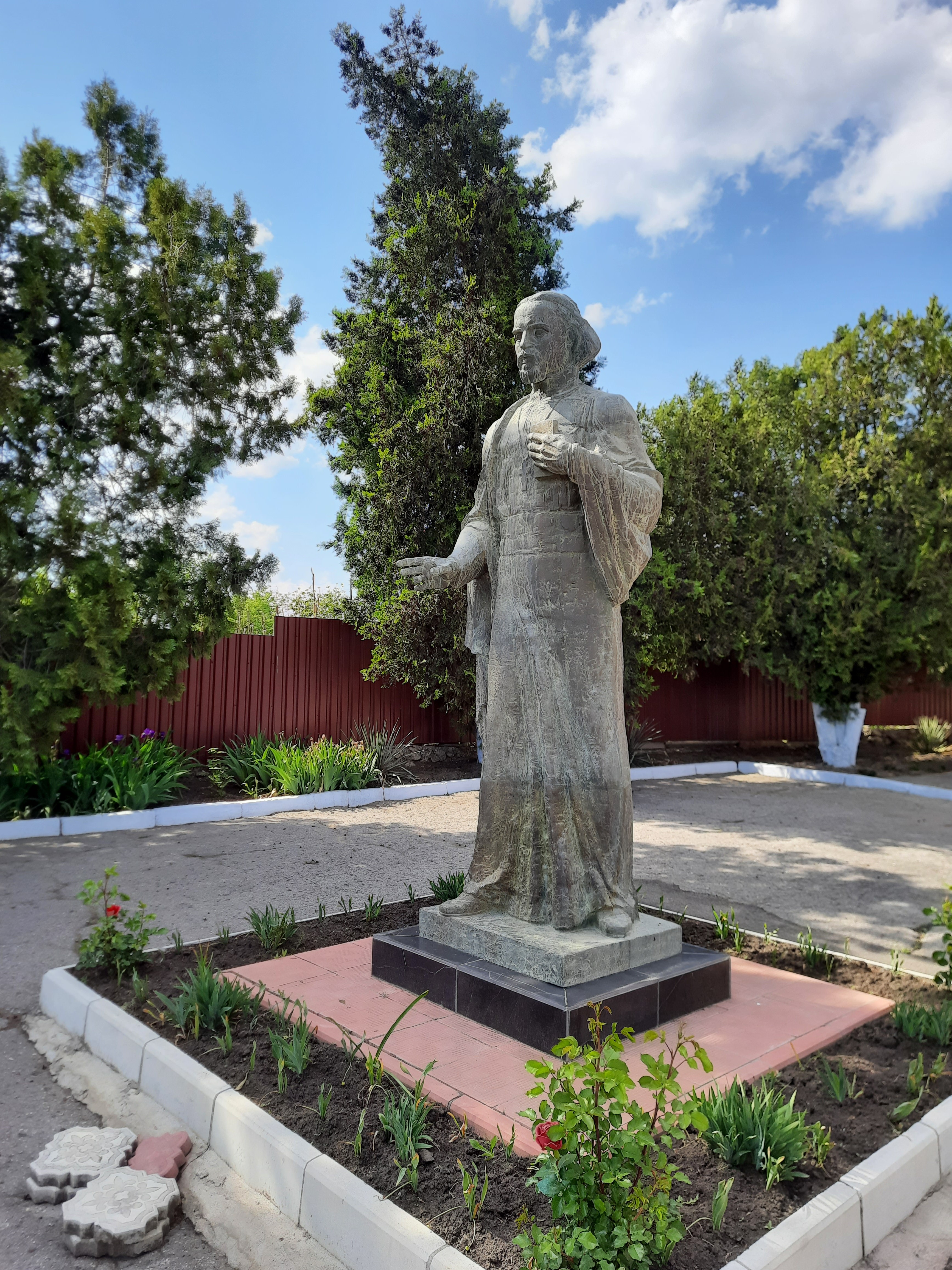
Statuia lui Alexei Mateevici din Căinari.

- Alexei Mateevici (1888–1917), scriitor basarabean.